# Moghreb Atlético Tetuán
Pour le club de basket, voir Moghreb Athlétic de Tétouan (basket-ball).
 (septembre 2024).
- Si vous ne connaissez pas le sujet, laissez ce bandeau (vous pouvez alors contacter les auteurs).
- Si vous supprimez le contenu mis en cause (vous pouvez préalablement contacter les auteurs),

argumentez précisément cette suppression dans la page de discussion
(un manque de référence n'est pas un argument ; une recherche réelle de référence doit avoir été effectuée, être formellement documentée).
 (décembre 2021).
Maillots
Actualités
Le Moghreb Atlético Tetuán en espagnol :, (en arabe : مغرب تطوان الرياضي et en français : Maghreb Athlétique de Tétouan), plus couramment abrégé en MAT, est un club sportif marocain de football fondé en 1928 dans la ville de Tétouan.

## Histoire
Début
La date de fondation du club reste toujours un sujet non conclu, mais selon les sources vérifiées des archives connues, notamment dans plusieurs livres écrits par monsieur Ahmed Mghara, le Moghreb Tetùan est fondé en 1928 par des marocains et espagnols de la ville de Tétouan (pendant la colonisation espagnole).
Premier sacre
C'est à la période du président Mohamed Médina et de son adjoint Abdellatif Ghaylan que le Moghreb vient d'être sacré pour la première fois de son histoire, en remportant la Coupe de la Ligue du Nord, baptisé Coupe de Tétouan et connue sous le nom du Coupe du Khalifa, c'était en 1931.
Après l'indépendance
Après l’indépendance, le club a renouvlé son comité et se retrouve dans le groupe du nord pour disputer la oupe de l'Indépendance dont ses rencontres sont donnés étants des matchs de barrages pour rejoindre la division d'élite du championnat du Maroc. Et depuis, le club a joué 35 saisons parmi l’élite, 28 en 2e division et 1 en 3e division. Le Moghreb Athletic de Tétouan avait gagné pour la première fois de son histoire le titre de la Botola Pro1 en 2012; ce titre a été remporté à l'issue de la dernière journée sur le terrain de son dauphin le Fath US (FUS de Rabat), le 28 mai 2012.
Le dimanche 25 mai 2014 restera dans les annales, puisque le club remporte son 2e sacre de la Botola Pro1 face au Raja de Casablanca. Lors de la 29e journée, les deux équipes étaient à égalité (55 points) et même que le raja était leader du classement elle s'est battu par l'OC Safi à Safi par 1 but à zéro tandis que le Moghreb a battu la RS Berkane à Tétouan par 2 buts à 1. Cette consécration lui permet de participer pour la première fois de son histoire au mundialito de la FIFA (étant représentant du pays_hôte) qui s'est organisé au Maroc en décembre 2014.
En 2e division, le club a remporté 6 fois le titre de la Botola Pro2 de 1965 à 2022. Il a également été demi-finaliste de la Coupe du Trône en 2008 face au MAS de Fès, finaliste en 2020 face au FAR de Rabat, quart finaliste (à deux reprises aussi) en 1965 face au Stade Marocain et en 1981 face au futur finaliste le COD Meknès.

## Palmarès
Palmarès de la 1re équipe
| Compétitions nationales |
| - Botola Pro1 (2) - Champion : 2011/12 et 2013/14 - Coupe de Tétouan (1) - Vainqueur : 1931 - Finaliste : 1934 - Botola Pro2 (6) - Champion : 1957/58, 1969/70, 1989/90, 1994/95, 2004/05 et 2021/22 - Coupe du Trône (0) - Finaliste : 2019/20 |

Palmarès de la 2e équipe
| Compétitions nationales                   |
| - Challenge Espoir (1) - Vainqueur : 2011 |

## Personnalités du club

### Anciens joueurs
Des noms qui ont fait l’histoire de l’un des plus vieux clubs, depuis sa création.
- Mouhssine Iajour
- Mohamed Abarhoun
- Mourtada Fall
- Mamadou Ba Camara
- Bouchaib El Moubarki
- Elamin Erbate
- Hicham El Amrani
- Youssef Rabeh

### Entraîneurs[5]
- Aziz El Amri
- Sergio Lobera

## Sponsors et partenariat

### Sponsors
Driss Du Nord, King sports, Terosa, Tanger med et Inwi sont parmi les sponsors officiels du Moghreb de Tetouan.

### Partenariat
En 2007, l'Atletico Madrid et le Moghreb Athlétic de Tétouan (MAT) ont entamé des négociations pour la création dans la ville de Tétouan d'une association des supporters et d'une école de football du club espagnol.

### Logo Moghreb Athlétic Tétouan De Basketball

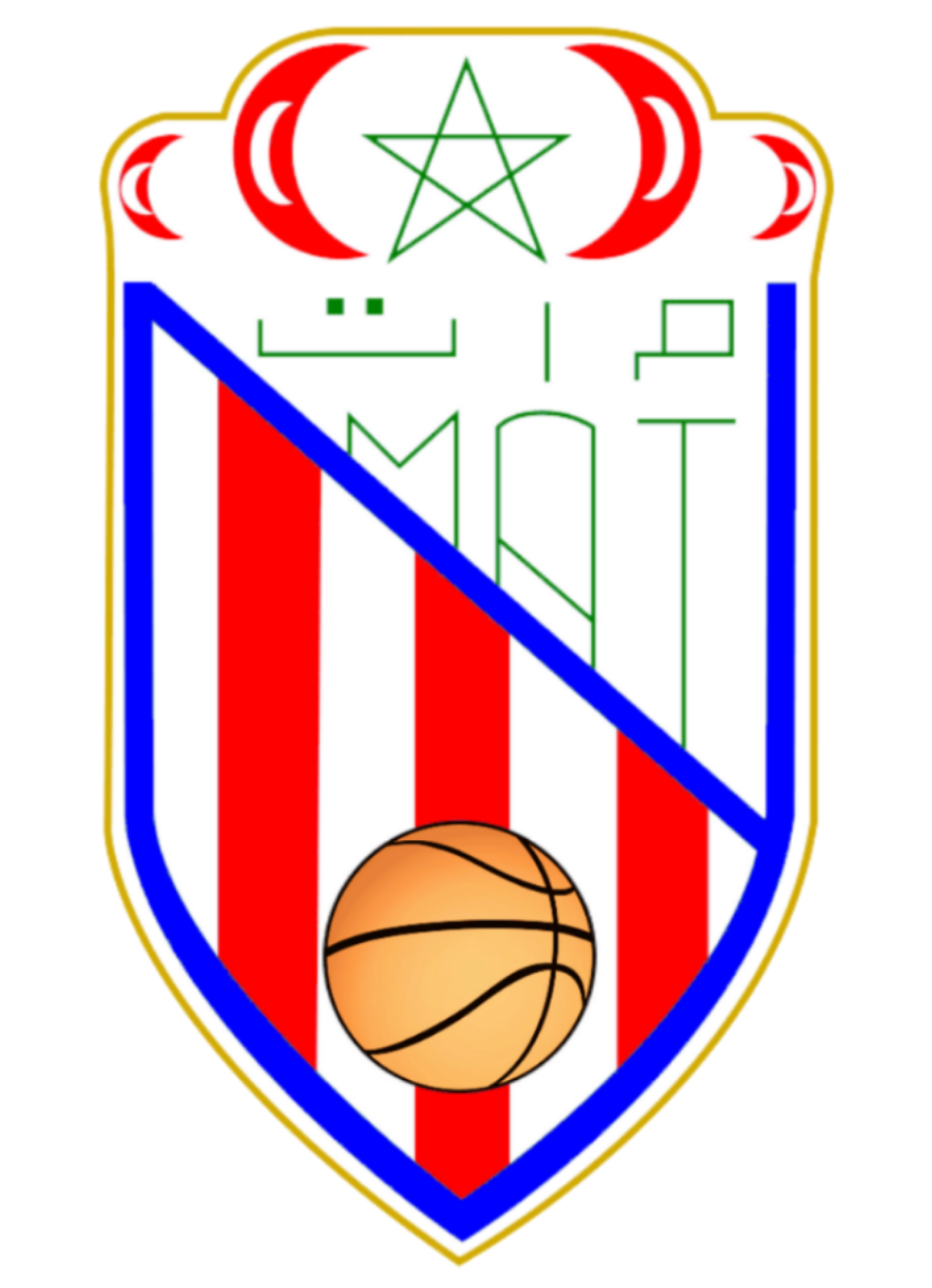

## Logos du club

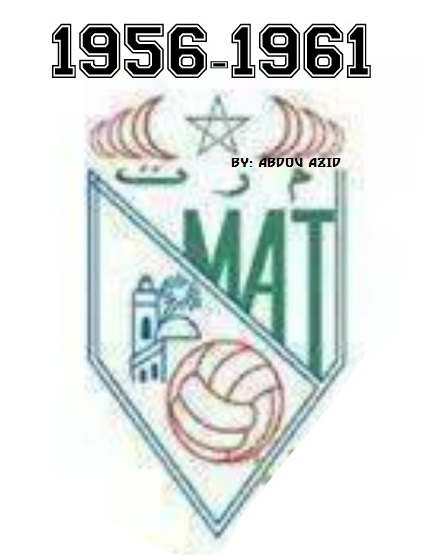
1956-1961
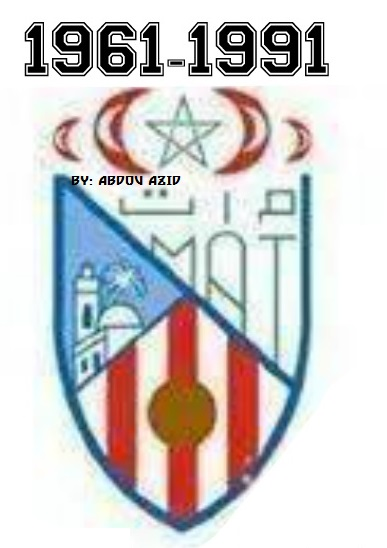
1961-1991
1991-2021

## Galerie
Voici quelques images d'un match face au Raja de Casablanca, le 27 septembre 2007.

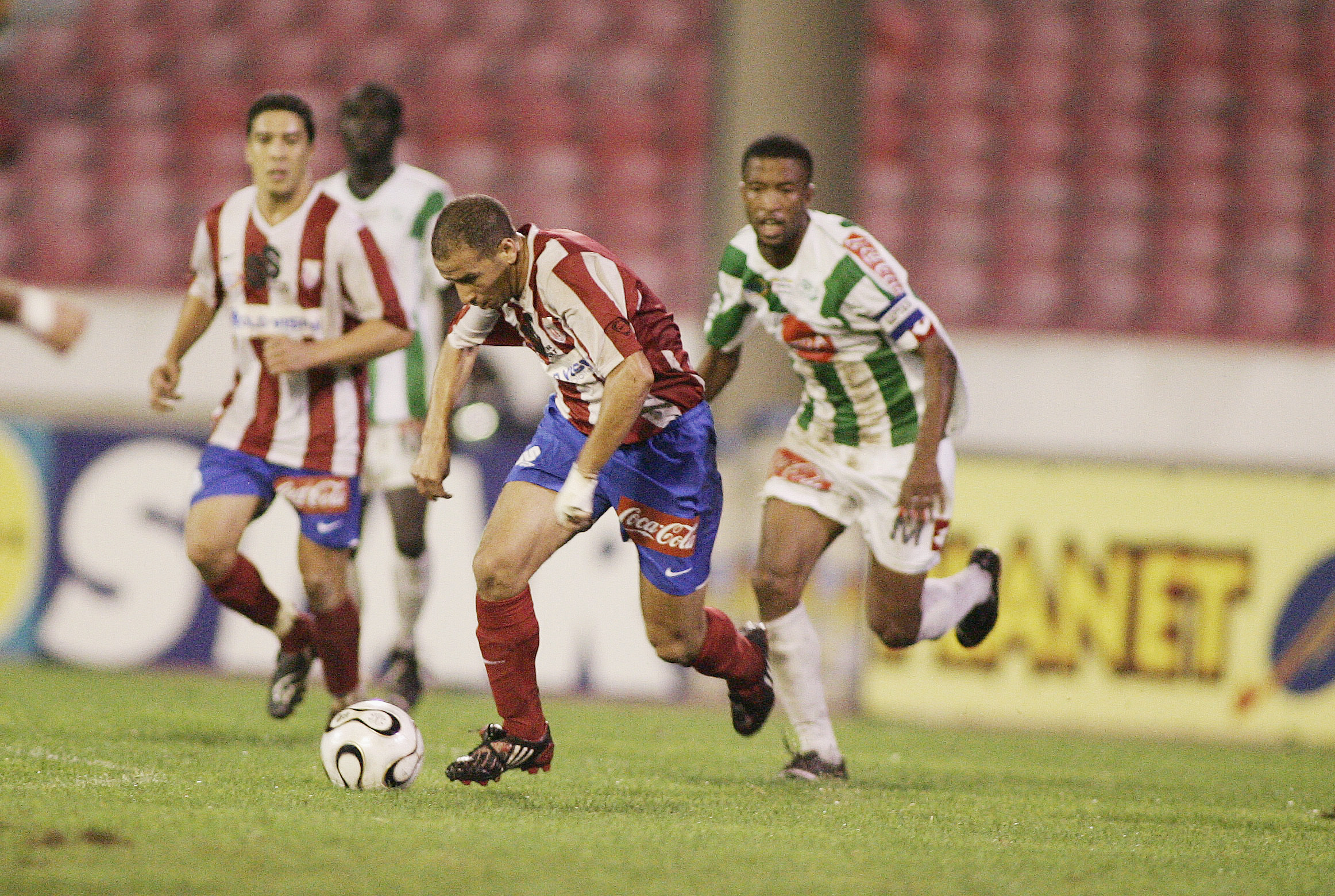
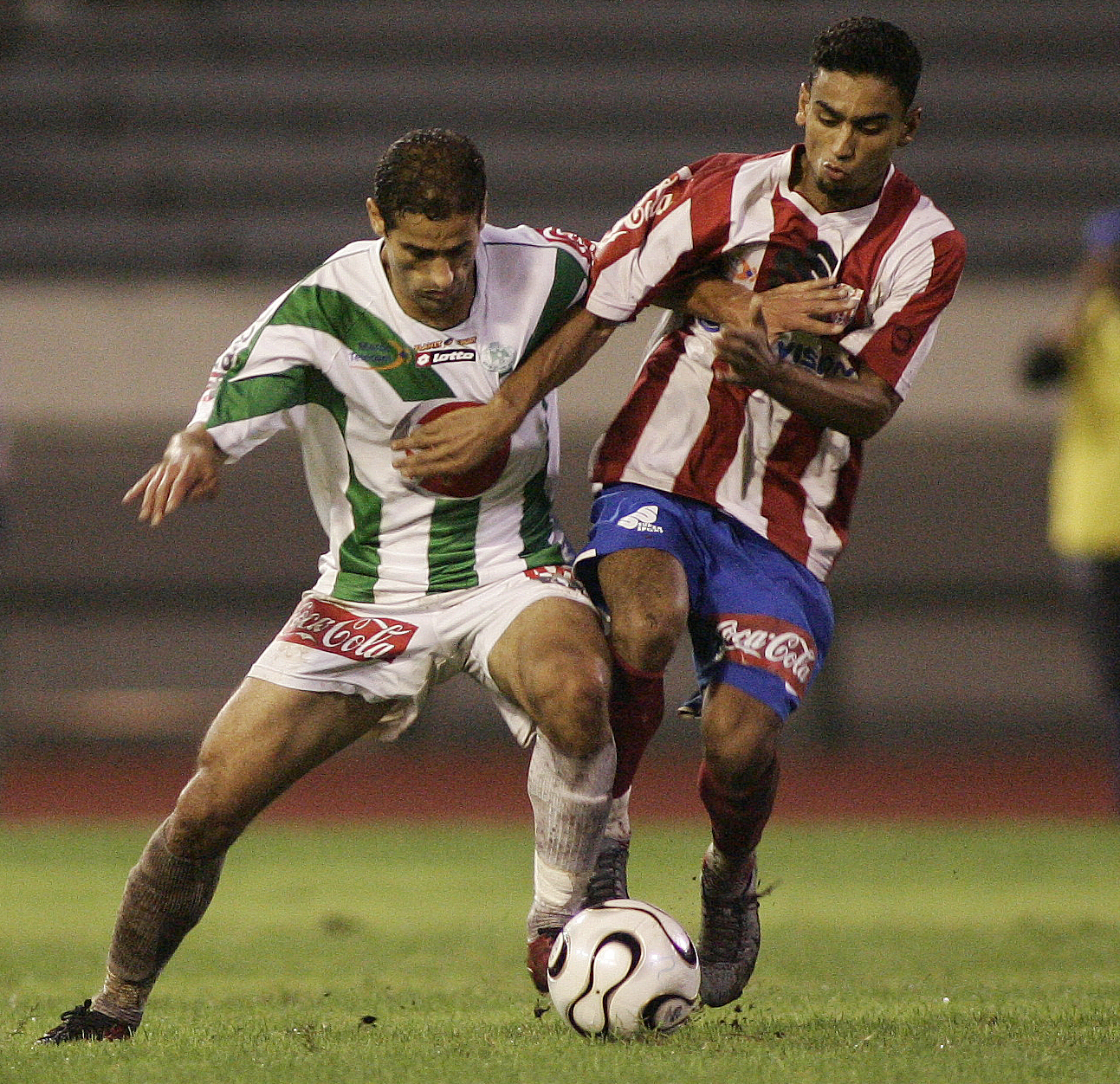
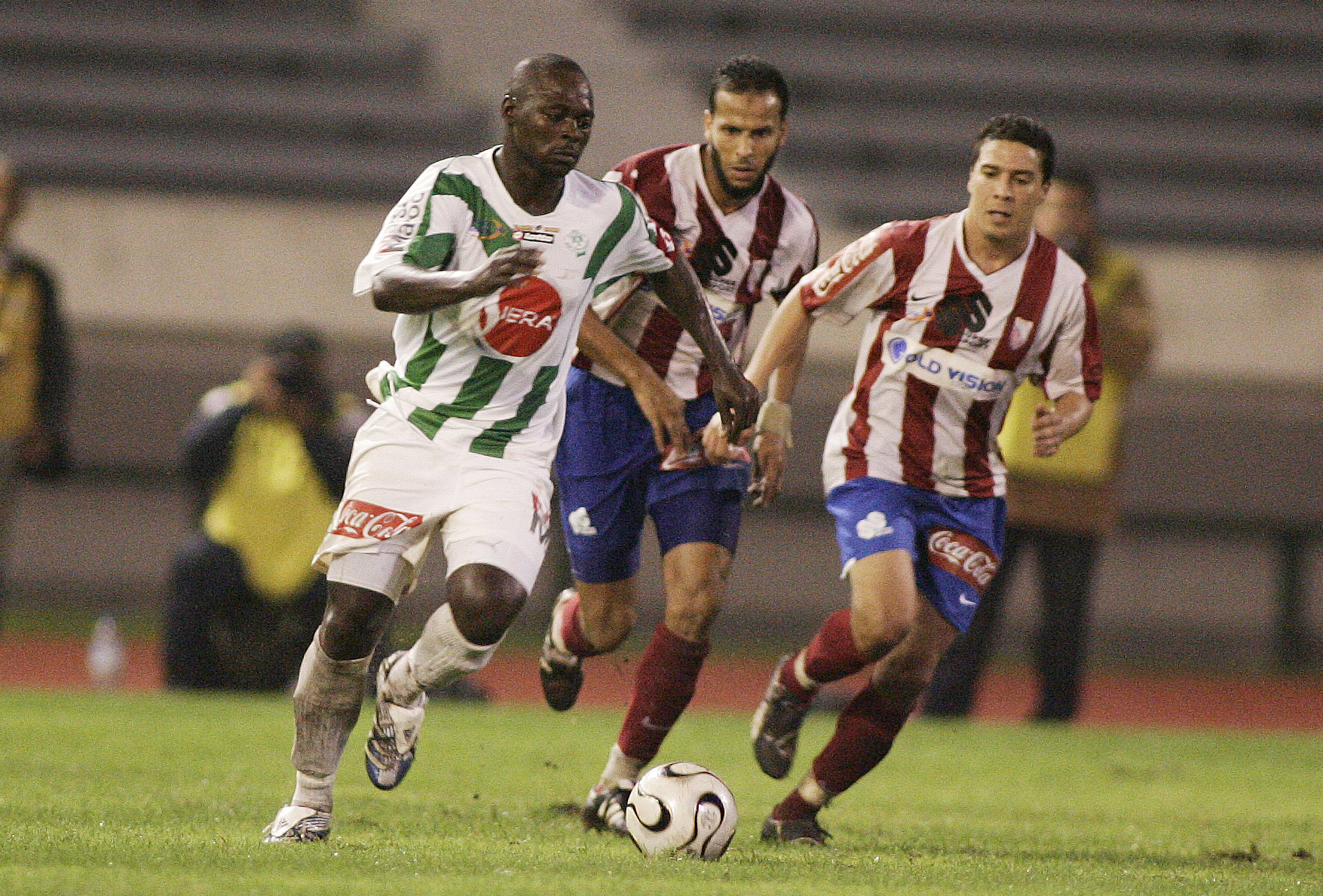
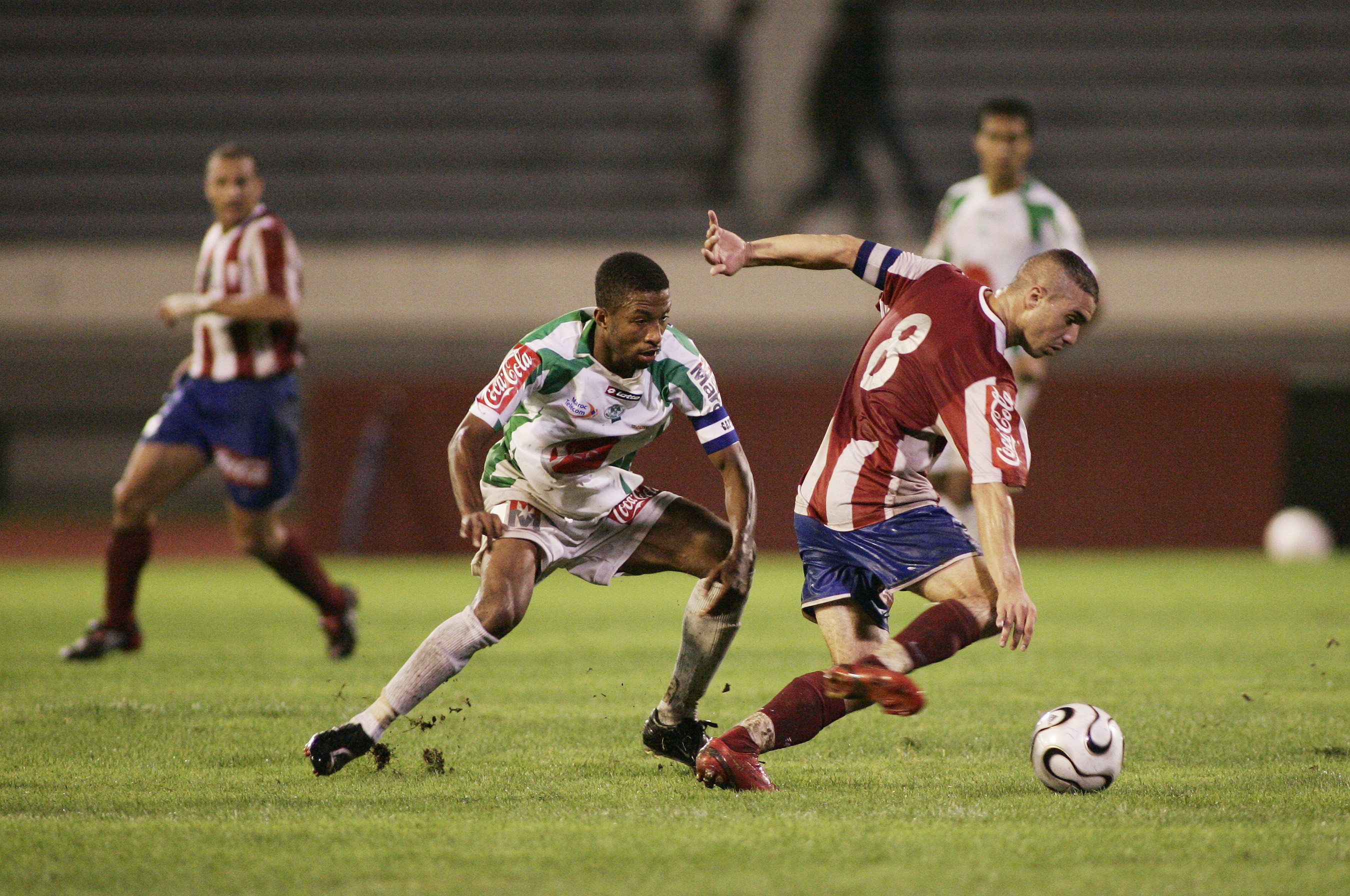